# Francisco Craveiro Lopes
Francisco Higino Craveiro Lopes (Lisbona, 12 aprile 1894 – Lisbona, 2 settembre 1964) è stato un generale e politico portoghese.
Dal 1936 al 1938 fu Governatore ad interim dell'India Portoghese. Decorato con l'Ordine del bagno e  la catena vittoriana reale, è stato il dodicesimo presidente della Repubblica portoghese.
È stato Presidente della Repubblica portoghese dal 9 agosto 1951 al 9 agosto 1958.

## Onorificenze

### Onorificenze portoghesi
Come Presidente della Repubblica:
Personalmente è stato insignito dei titoli di: